# Okres Miao-li
Okres Miao-li (čínsky 苗栗縣; tongyong pinyin: Miáolì siàn; hanyu pinyin: Miáolì xiàn; tchajwansky: Biâu-le̍k-koān; Hakkština:Meuˇ lid ien) je okres v Čínské republice (Tchaj-wan), který leží v severozápadní části ostrova Tchaj-wan. Správním střediskem je Miao-li. Jeho sousedy jsou město Sin-ču, okres Sin-ču a centrálně spravované město Tchaj-čung.
Geograficky se okres dělí na více osídlenou rovinatou západní část, která hraničí s Tchajwanským průlivem a ve které se nachází samotné město Miao-li, a hornatou východní část, kterou se táhnou pohoří Süe-šan a Ťia-li-šan, a která je osídlena domorodým obyvatelstvem, převážně z etnik Atayal a Saisiat. V nejvýchodnější části se rozprostírá Národní park Shei-Pa.
V Miao-li žije poměrně velký počet obyvatel skupiny Hakka, v obci Tchung-luo se nachází Taiwan Hakka Museum, muzeum zasvědčené hakkské kultuře.

## Doprava
Okresem prochází dvě linky Tchajwanské železnice (TRA) a linka vysokorychlostní vlakové tratě (HSR), jejíž stanice se nachází poblíž města Miao-li. Na silniční dopravu je území napojeno přes dálnice č. 1 a 3, propojující sever a jih ostrova.